# Paparazzi
|  | Per a altres significats, vegeu «Paparazzi (pel·lícula)». |

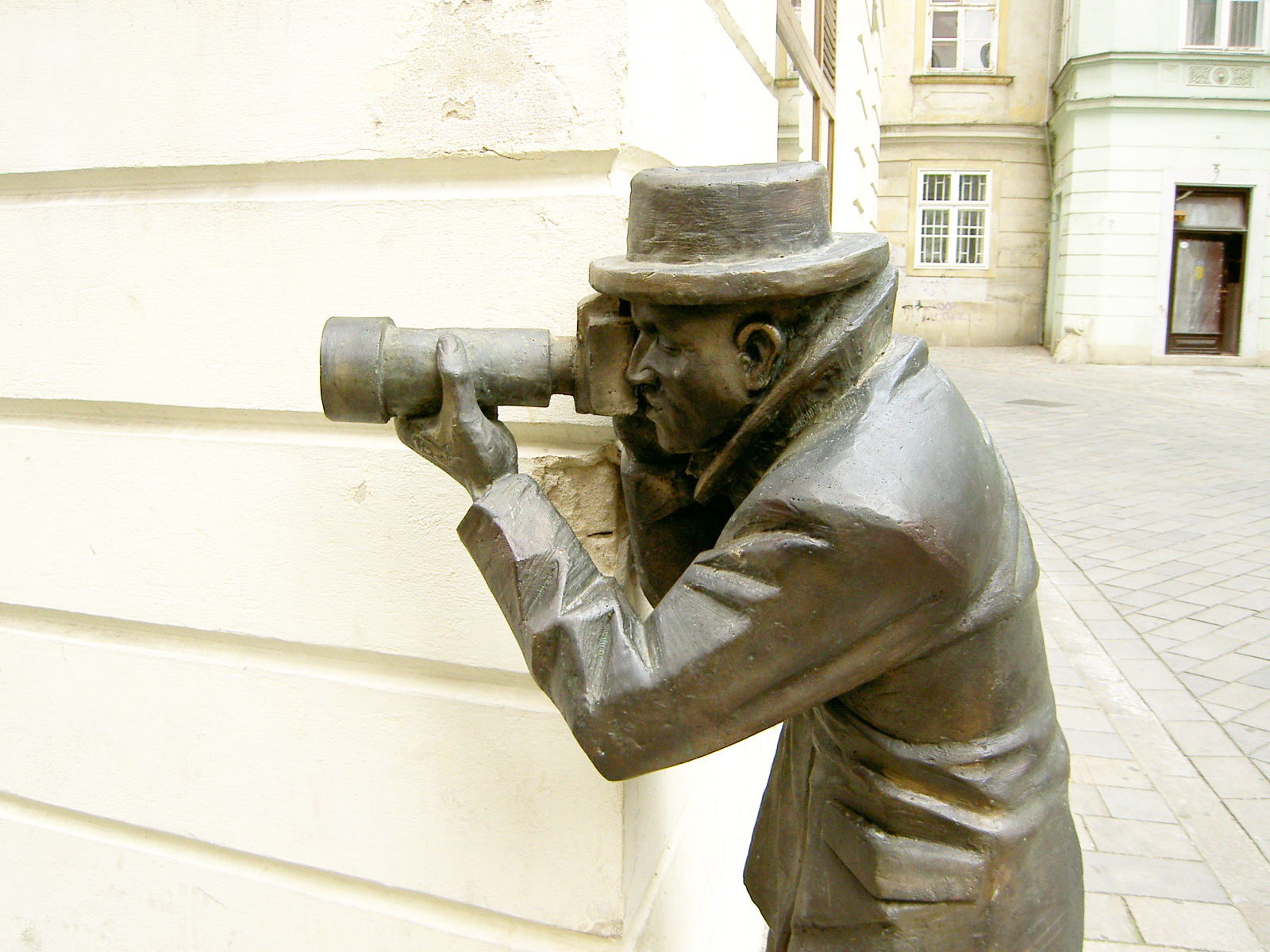
Estàtua d'un paparazzo a Bratislava, Eslovàquia.

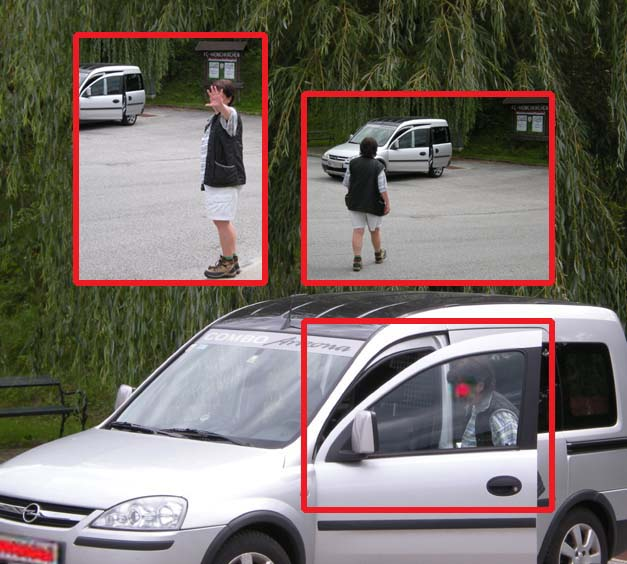
Estil de fotografia paparazzi

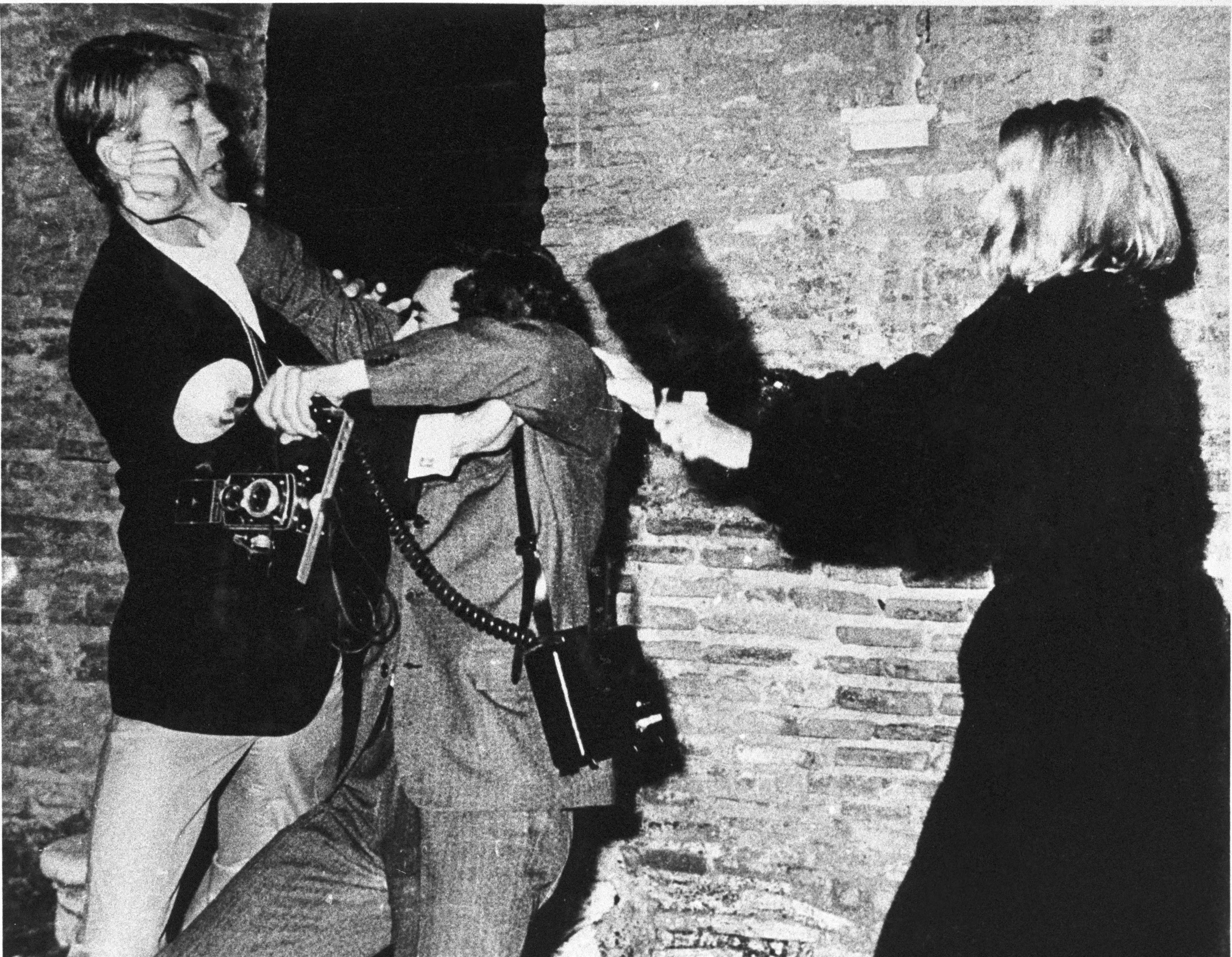
Mickey Hargitay estomaca el "rei dels paparazzi" Rino Barillari, mentre una dona el copeja amb la seva bossa - Via Veneto 1963

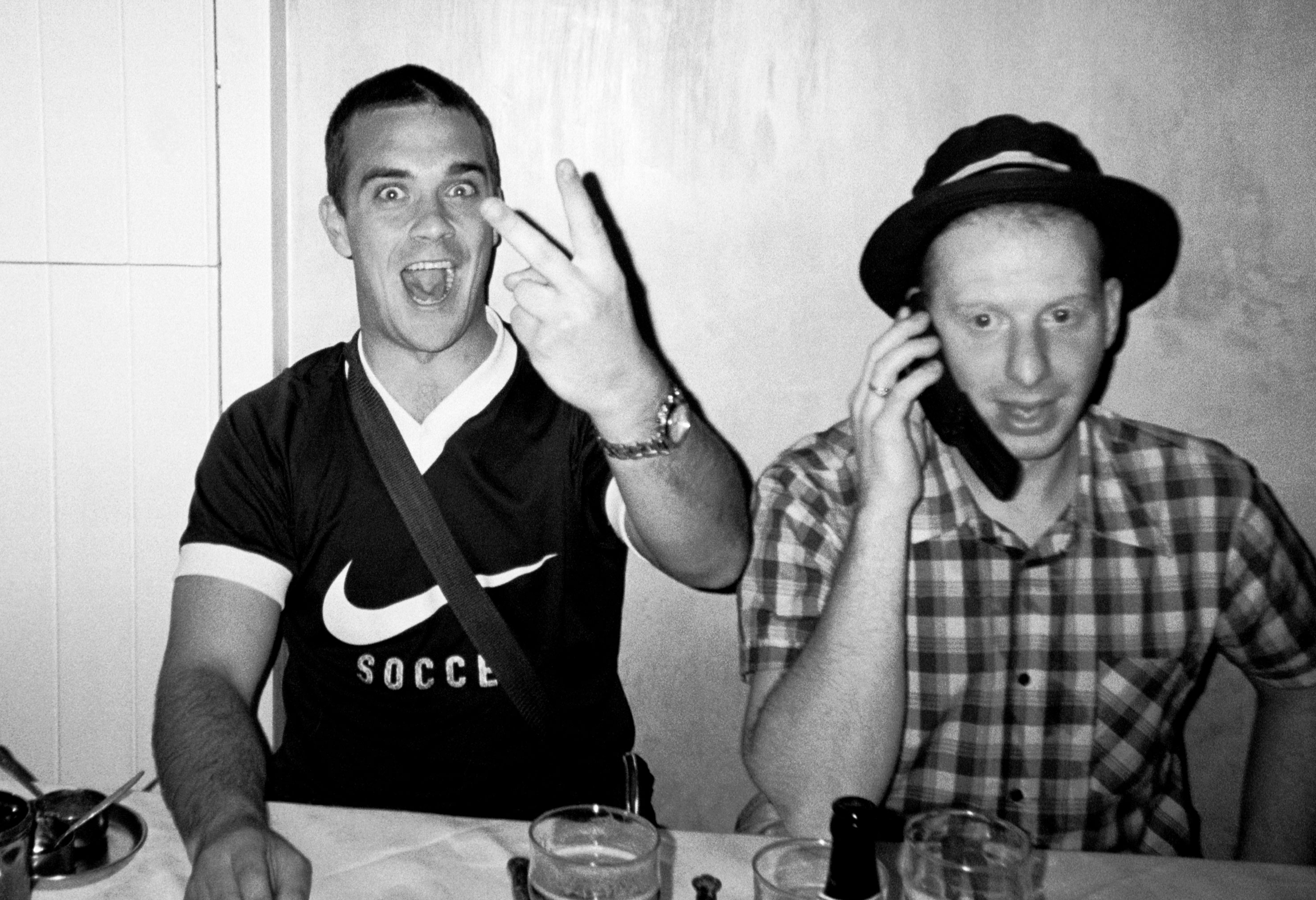
Robbie Williams de la banda Take That posa per a un fotògraf paparazzi a Londres el 2000.

Els paparazzi (singular: (m) paparazzo, AFI papaˈrattso, o (f) paparazza) són els fotògrafs que fan fotos d'esportistes, artistes, polítics, i altres celebritats, en general, mentre aquests desenvolupen les seves activitats quotidianes. Els paparazzi tendeixen a ser treballadors independents, sense relació amb cap organització dels mitjans de comunicació dominants, i per fer una foto generalment s'aprofita generalment qualsevol oportunitat que es presenta. Molts experts consideren que el comportament dels paparazzi és un sinònim d'assetjament, i diversos projectes de llei contra l'aguait en molts països han tractat de reduir l'assetjament de les figures públiques i celebritats, sobretot pel que fa a fills menors d'edat. Moltes figures públiques i celebritats han expressat la seva preocupació pel grau en què els paparazzi envaeixen el seu espai personal, i la presentació i recepció de suport judicial per obtenir ordres d'allunyament contra els paparazzi augmenta a mesura que es produeixen plets i pronunciaments judicials contra ells.

## Etimologia
La paraula "paparazzi" és una epònim originari de la pel·lícula de 1960 La Dolce Vita, dirigida per Federico Fellini. Un dels personatges de la pel·lícula és un fotògraf anomenat Paparazzo (interpretat per Walter Santesso). En el seu llibre paraula i frase, Robert Hendrickson escriu que Fellini va prendre el nom d'una paraula d'un dialecte de l'italià que descriu un soroll particularment molest, el d'un brunzit de mosquit. Com va dir Fellini en la seva entrevista a la revista Time, "Paparazzo... em suggereix un insecte brunzint, surant, precipitant-se, picant." Aquestes versions sobre l'origen de la paraula es confirmen per Treccani, l'enciclopèdia italiana més autoritzada, però de vegades impugnada. Per exemple, en el dialecte dels Abruços parlat per Ennio Flaiano, coautor de La Dolce Vita, el terme "paparazzo" es refereix a la cloïssa local (Venerupis decussata), i també s'utilitza com una metàfora per l'obturador d'una lent de la càmera.
En una entrevista amb el guionista de Fellini Ennio Flaiano, aquest va dir que el nom prové de la traducció italiana basada en una novel·la de viatges del sud d'Itàlia del 1901, de l'escriptor victorià George Gissing, titulada Pel Mar Jònic. Assenyala, a més, que Fellini o potser Flaiano van obrir el llibre a l'atzar, i en veure el nom, van decidir utilitzar-lo per al fotògraf. Aquesta història està documentada encara més per diversos estudiosos de Gissing en el llibre A Sweet and Glorious Land: Revisiting the Ionian Sea (St. Martin's Press, 2000), de John Keahey, i Pierre Coustillas.

### En altres llengües
La transliteració de "paparazzi" s'utilitza en diversos idiomes que no utilitzen l'alfabet llatí, incloent el japonès, coreà, rus i tailandès. El xinès utilitza 狗仔隊 que significa "esquadró de cadells".

## Legalitat dels paparazzi
Als Estats Units, organitzacions com ara TMZ estan protegides per la Primera Esmena.
Per tal de protegir els fills de les celebritats, Sacramento va aprovar un nou projecte de llei el setembre de 2013. El propòsit de la nova llei és impedir que els paparazzi assetjin els nens fent fotos d'ells, sense tenir en compte qui són els seus pares. Aquesta nova llei ha augmentat les penes per assetjament en general i per l'assetjament dels nens en particular.

### Requeriments judicials contra els paparazzi

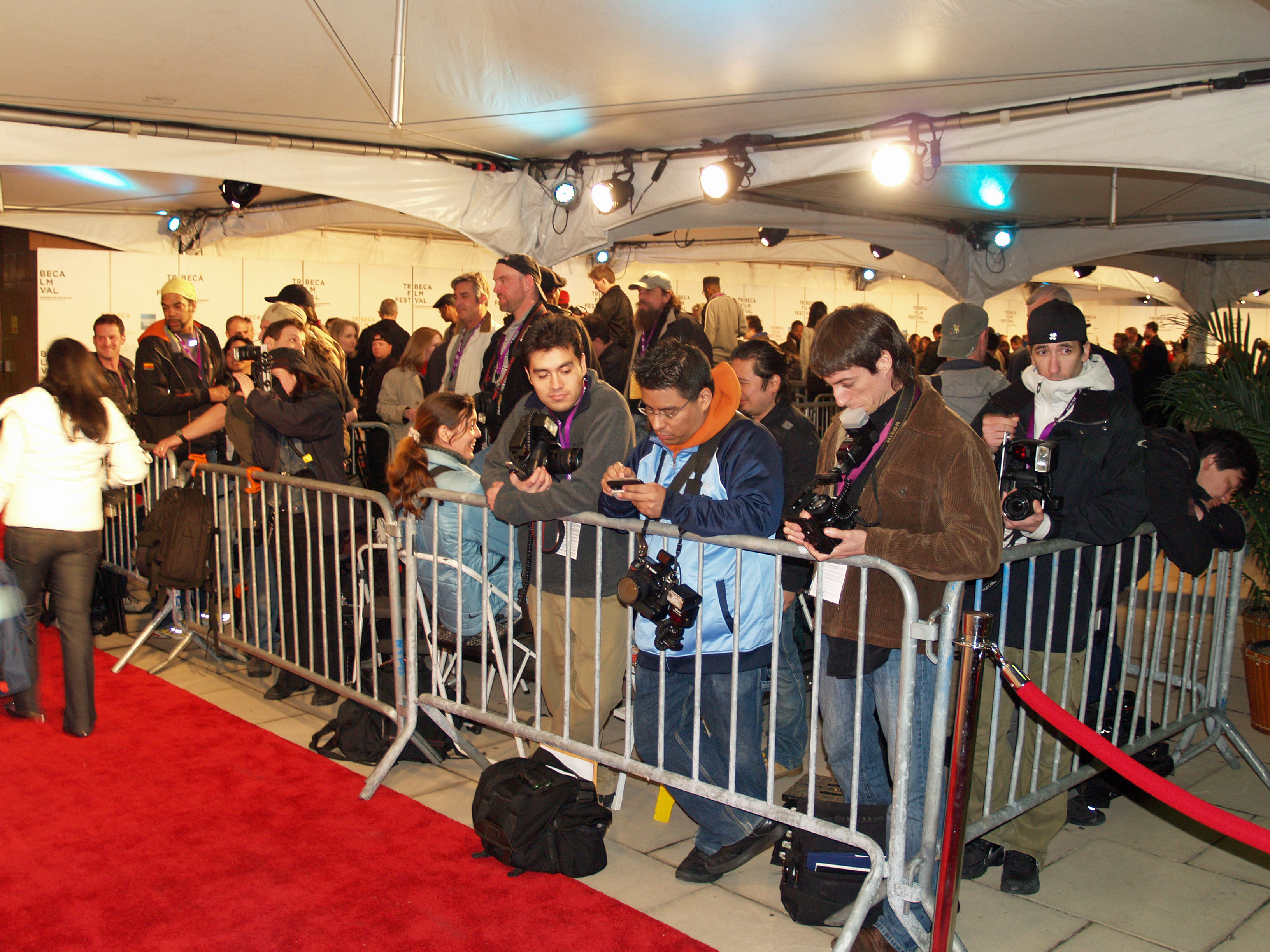
Un grup de fotoperiodistes sovint coneguts com a paparazzi

Un jurat d'investigació va investigar la implicació dels paparazzi en la mort de la princesa Diana i Dodi Fayed, que van perdre la vida el 31 d'agost de 1997 en una persecució a alta velocitat a París, França, mentre eren perseguits pels paparazzi. Tot i que diversos paparazzi van passar breument per la presó, cap d'ells no va ser condemnat. Les investigacions oficials sobre l'accident van atribuir-ne les causes a la velocitat i a la manera de conduir del Mercedes, així com els següents vehicles, i al deteriorament de la capacitat cognitiva del xofer de Mercedes, Henri Paul, per causa de l'alcohol.
El 1972, el fotògraf paparazzi Ron Galella demandà Jacqueline Kennedy Onassis després que l'exprimera dama va ordenar als seus agents del servei secret que destruïssin la càmera i la pel·lícula de Galella després d'una trobada al Central Park de Nova York. La contrademanda de Kennedy alegà assetjament. El judici va durar tres setmanes i es va convertir en un cas innovador respecte al fotoperiodisme i al paper dels paparazzi. A "Galella vs. Onassis", Kennedy va obtenir una ordre de restricció per mantenir Galella a 150 peus (aprox. 450 metres) de distància d'ella i els seus fills. La restricció més tard es va reduir a 25 peus (poc més de 7 metres). El judici és un punt focal a Smash His Camera, una pel·lícula documental de 2010 del director Leon Gast.
El 1999, l'Oriental Daily News de Hong Kong va ser declarat culpable d'"escandalitzar el tribunal», una acusació penal extremadament rara segons la qual la conducta del diari faria soscavar la confiança en l'administració de justícia. El càrrec va ser presentat després que el diari hagués publicat articles abusius que desafiaven la integritat del sistema judicial i sota l'acusació de biaix en una demanda que el diari havia instigat sobre una foto d'un embaràs de Faye Wong. El diari també havia organitzat un "equip de gossos" (argot per als paparazzi en xinès) per al seguiment d'un jutge durant 72 hores, per presentar al jutge una experiència de primera mà del que fan els paparazzi.
L'edició especial Style & Design de Time el 2005 va publicar un article titulat "Shooting Star", en el qual Mel Bouzad, un dels paparazzi més importants a Los Angeles en aquell moment, va dir que havia cobrat 150.000 dòlars per una foto de Ben Affleck i Jennifer Lopez a Geòrgia després de la seva ruptura. "Si aconseguís una imatge de Britney i el seu bebè," assegurà Bouzad, "seria capaç de comprar-me una casa en aquells turons (damunt Sunset Boulevard)." L'autor de Paparazzi Peter Howe va dir a Time que "les celebritats necessiten un nivell d'exposició més alt que la resta de nosaltres, per la qual cosa és un carrer de doble sentit. Les celebritats manipulen".
L'any 2006, Daniella Cicarelli va passar per un escàndol quan un paparazzo va captar imatges de vídeo d'ella tenint relacions sexuals amb el seu xicot en una platja a Espanya, fet que va ser publicat a YouTube. Després de litigar als tribunals, es va decidir a favor seu, i YouTube va ser bloquejat al Brasil. Això va causar grans estralls entre els brasilers, inclosa l'amenaça d'un boicot contra l'MTV, llevat que Cicarelli fos acomiadada de l'empresa. El bloqueig només va durar uns dies, i Cicarelli no ser acomiadada. L'acció legal va ser contraproduent, ja que el tribunal va decidir que no tenia expectativa de privacitat en tenir relacions sexuals en un lloc públic.
Després de la publicació de fotografies que mostraven la Duquessa de Cambridge prenent el sol, mentre que en topless a la casa d'estiueig del cosí del seu marit (el Vescomte de Linley) a França, es va anunciar el 14 de setembre de 2012 que la parella reial endegaria una acció legal contra la revista francesa Closer. Era la primera vegada que un alt membre de la reialesa demandava en un tribunal fora del Regne Unit.
La raó esmentada per l'acció legal és que la duquessa tenia un dret a la privacitat, mentre es trobés a casa - la revista va dir que les imatges van ser preses des de la via pública. La mesura cautelar va ser concedida el 18 setembre 2012 i els editors de la revista van rebre l'ordre de no publicar les fotografies a França i no de vendre les imatges. Els editors també van rebre l'ordre de lliurar el material original de les imatges publicades sota l'amenaça d'una multa de 10.000 € per cada dia de retard, en fer-ho.
Al Regne Unit, Sienna Miller, Amy Winehouse i Lily Allen aconseguiren ordres que impedien als paparazzi d'anar darrere d'elles i de recopilar informació de fora de casa seva. Miller va rebre una indemnització de 53.000 £.
El 2013, el raper Kanye West, que s'enfrontava a càrrecs d'assalt per atacar un reporter gràfic, va dir que lluitaria perquè canviés la llei i les celebritats poguessin beneficiar-se del treballs dels paparazzi.